# Komisarze Georgii Południowej i Sandwicha Południowego

Flaga komisarza Georgii Południowej i Sandwicha Południowego od 1999.

Flaga komisarza Georgii Południowej i Sandwicha Południowego w latach 1992-1999.

Komisarz Georgii Południowej i Sandwicha Południowego reprezentuje brytyjską monarchię. Urząd ten jest każdorazowo sprawowany przez gubernatora Falklandów. 
Stanowisko zostało stworzone w 1985, kiedy Georgia Południowa i Sandwich Południowy przestały był dependecją Falklandów i stały się odrębnym terytorium zamorskim Wielkiej Brytanii. Ponieważ wyspy nie są zamieszkane na stałe, a jedynie czasowo odwiedzane przez garnizony wojskowe lub naukowców z British Antarctic Survey, nie posiadają własnego gubernatora lecz tylko komisarza. 
Komisarz Georgii Południowej i Sandwicha Południowego posiada własną flagę, przedstawiającą flagę Zjednoczonego Królestwa z herbem terytorium pośrodku.

## Lista komisarzy
| Od   | Do    | Komisarz                          |
| ---- | ----- | --------------------------------- |
| 1985 | 1988  | Gordon Wesley Jewkes              |
| 1988 | 1992  | William Hugh Fullerton            |
| 1992 | 1996  | David Everard Tatham              |
| 1996 | 1999  | Richard Peter Ralph               |
| 1999 | 2002  | Donald Alexander Lamont           |
| 2002 | 2002  | Russ Jarvis (tymczasowo)          |
| 2002 | 2006  | Howard John Stredder Pearce       |
| 2006 | 2006  | Harriet Hall (tymczasowo)         |
| 2006 | 2010  | Alan Huckle                       |
| 2010 | 2014  | Nigel Haywood                     |
| 2014 | 2014  | Sandra Tyler-Haywood (tymczasowo) |
| 2014 | 2014  | John Duncan (tymczasowo)          |
| 2014 | nadal | Colin Roberts                     |